# Crassispira lavanonoensis
Crassispira lavanonoensis é uma espécie de gastrópode do gênero Crassispira, pertencente à família Pseudomelatomidae.